# Tégoulet
Tégoulet, Tegulet ou Tegarlet est une ancienne capitale de l'État de Choa, en Éthiopie.
Elle fut fondée au XIIIe siècle par le Négus Yekouno Amlak qui en fit sa capitale.